# 덕흥궁
덕흥궁(德興宮)은 도성(都城) 서부(西部) 인달방(仁達坊)의 현재 서울특별시 종로구(鍾路區) 사직동(社稷洞) 262번지 일대에 즉 사직단(社稷壇)의 남쪽 바로 옆 도정궁(都正宮) 내 후원에 있었으며, 불천지위 6위를 모시는 신궁이다.

## 역사
덕흥궁(德興宮)은 선조의 조모와 생부모 및 백형 내외 분의 불천지위 6위를 모신 신궁으로 불천지위 6위는 창빈 안씨(중종의 후궁이자 선조의 조모), 덕흥대원군(선조의 사친), 하동부대부인 정씨(선조의 사친), 하원군 의헌공 이정(선조의 백형), 남양군부인 홍씨(하원군 정배), 신안군부인 이씨(하원군 계배) 6분을 모셨다.
1569년 선조의 명으로 잠저에 창건되었다. 창건 할때는 가묘(家廟)라고 하였으며, 후대로 내려오면서부터 사묘(私廟), 덕흥사(德興祠), 대원군묘(大院君廟), 대원군 사우(大院君 祠宇), 덕흥대원군 사우(德興大院君 祠宇), 덕흥대원군묘(德興大院君廟), 덕흥궁(德興宮)으로 불리다가 고종조에 덕흥대원군궁(德興大院君宮) 또는 덕흥궁(德興宮)으로 불렸다.
4대까지 대군(大君) 예로 작위를 주고, 그 이후 사손(嗣孫)들에게는 당상관 돈녕부 정3품 도정(都正) 벼슬을 대대로 세습 및 노비와 토지를 마련하게 하였으며, 관아에서는 사시제물을 보내주게 하였다. 다시 순조조에 와서 순조의 명으로 종친부 정1품 군(君) 벼슬을 대대로 세습하게 하였다.
임진왜란 때 화마로 소실되었다가 광해군 명으로 다시 복원하였으며, 선조 이하 역대 임금이 친히 전배와 제향(작헌례)을 행했다.
덕흥궁 건물 구성은 팔작지붕으로 되어 있는 정면 5칸, 측면 4칸으로 된 정당이 있었으며, 정당 앞쪽에는 임금이 친행할 때 배례공간인 배각이 있었고, 배각 좌우로 전사청 및 이안청이 있었다.
현재는 도시 개발 및 도정궁 화마로 소실되어 사진으로마 볼 수 있으며, 불천지위 6위를 1950년대 경기 남양주시 별내동 339번지 덕릉마을 내 덕릉재실(德陵齋室, 水落山房)로 이전하여 영년봉묘하고, 각 기신일에 후손들이 제향을 받들고 있다.
덕흥궁 제향의를 보면 왕릉 제향하고, 흡사하며, 현재 칠궁 제향하고 비슷하다. 덕흥궁 제향 의례는 국조속오례의, 춘관통고, 의주속등록, 대한예전, 덕흥대원군궁급묘의 등 예서에 잘 나와 있다.

## 같이 보기
- 창빈 안씨
- 덕흥대원군
- 하동부대부인
- 하원군
- 이하전
- 도정궁
- 도정궁 경원당
- 창빈안씨묘역
- 덕흥대원군묘
- 덕릉재실

 본 문서에는 서울특별시에서 지식공유 프로젝트를 통해 퍼블릭 도메인으로 공개한 저작물을 기초로 작성된 내용이 포함되어 있습니다.